# 毒理學機制及研究
《毒理學機制及研究》（Toxicology Mechanisms and Methods）是一份2004年起發行的公共衞生期刊。該期刊每年出版9次，內容涵蓋所有關於毒理學的研究。現時，期刊的主編是Rakesh Dixit。據2014年發佈的期刊引證報告指，《毒理學機制及研究》的影響因子為1.517，在87份毒理學期刊中排名第67。

## 資料來源
1. ↑  . . Web of Science Sciences (Thomson Reuters). 2015.

## 外部連結
- 官方网站